# Illa de Jens Munk
L'illa de Jens Munk és una illa deshabitada que es troba a la regió Qikiqtaaluk de Nunavut, Canadà. L'illa es troba al nord de la conca de Foxe, a menys de dos quilòmetres de l'illa de Baffin. La seva superfície és de 920 km². i la seva altura màxima s'eleva fins als 151 metres. El seu nom és en record de l'explorador danès Jens Munk, que va buscar el pas del Nord-oest entre 1619 i 1620.